# Lagoa do Abaeté
Lagoa do Abaeté är en sjö i Brasilien.   Den ligger i delstaten Bahia, i den östra delen av landet, 1 100 km öster om huvudstaden Brasília. Lagoa do Abaeté ligger 29 meter över havet.
Runt Lagoa do Abaeté är det i huvudsak tätbebyggt. Runt Lagoa do Abaeté är det mycket tätbefolkat, med 3 623 invånare per kvadratkilometer.